# 응봉산 (홍천)
응봉산(應峰山)은 대한민국 강원특별자치도 홍천군에 있는 높이 868m의 산이다.

## 같이 보기
- 한국의 산